# 重巡洋艦

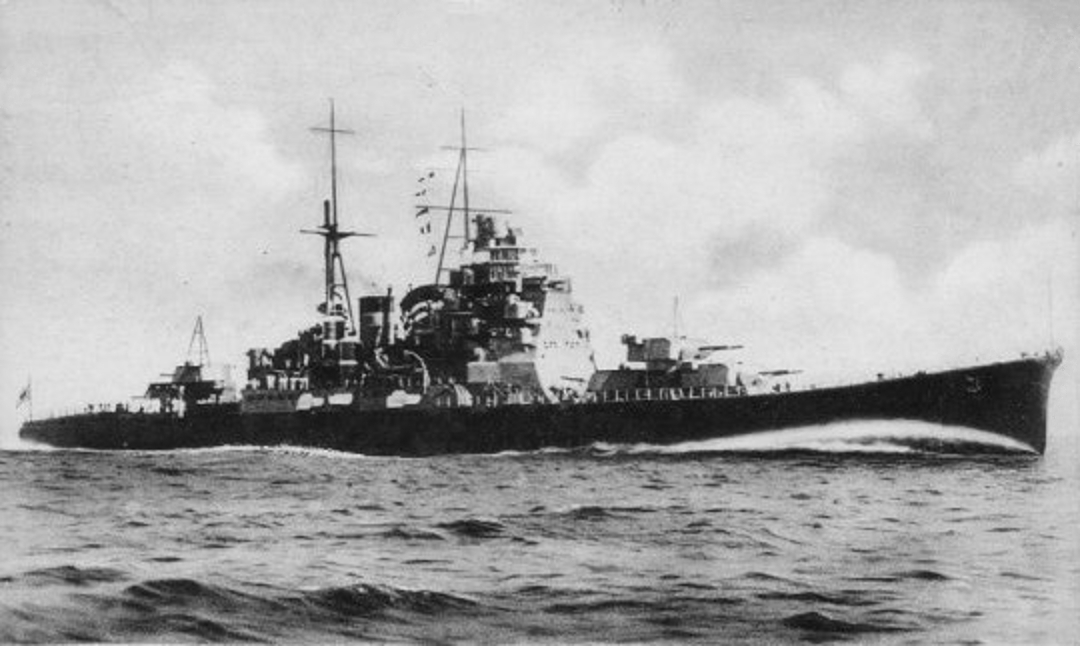
重巡洋艦摩耶

重巡洋艦（じゅうじゅんようかん、英：Heavy Cruiser）とは、軍艦の一艦種である巡洋艦のなかで大型のものをいう。1930年のロンドン海軍軍縮条約で定義された艦種で、条約においては6.1インチを超え8インチ以下の艦砲を搭載する10,000トン以下の「カテゴリーA」の巡洋艦を指した。条約失効後は、10,000トンを超える艦も建造されている。重巡と略す。当時は大巡、甲巡とも呼ばれた。

## 沿革
巡洋艦は1922年のワシントン軍縮会議で締結されたワシントン海軍軍縮条約によって「砲口径5インチ(127mm)超過8インチ(203mm)以下で基準排水量10,000トン以下の艦」と定義された。これを一般に条約型巡洋艦という。
それ以前、日本海軍はアメリカ海軍のオマハ級軽巡洋艦の出現に脅威を感じていた。1923年計画艦として1922年11月に起工された新型の巡洋艦は、直前に締結されたワシントン条約に定義された砲口径制限のほぼ上限である20cm砲搭載のものとされた。後の巡洋艦「古鷹」である。それに刺激された列強は、この巡洋艦が条約上主力艦のような厳しい保有比率制限を受けない補助艦艇扱いであったため、これに着目して主力艦に匹敵しうる戦力として位置付けることとなり、条約範囲内ギリギリの艦の開発・建造にしのぎを削り、巡洋艦の建艦競争に拍車をかけることになる。
しかし、日本の妙高型や高雄型の能力に脅威を抱いた諸外国は、補助艦艇も含めた新条約の締結を企図し、そのために軍縮会議が開かれた(ロンドン海軍軍縮会議)。この会議で締結されたロンドン海軍軍縮条約において、砲口径6.1インチ(155mm)超過8インチ(203mm)以下の巡洋艦を「カテゴリーA」、砲口径6.1インチ(155mm)以下の巡洋艦を「カテゴリーB」と分類し、保有制限枠を設けた。そして、前者が重巡洋艦、後者が軽巡洋艦と通称された。日本海軍の正式な分類では、前者は一等巡洋艦もしくは甲巡、後者は二等巡洋艦もしくは乙巡である。
ロンドン海軍軍縮条約で軽巡洋艦・重巡洋艦の分類が生まれたが、軽巡洋艦は従来の防護巡洋艦から発展した艦種として、それ以前から存在している。軽巡洋艦と重巡洋艦の違いは主砲の口径のみであり、古鷹型巡洋艦の誕生の過程を考えれば、重巡洋艦は軽巡洋艦から派生・発展した艦種と言える。
重巡洋艦は基準排水量10,000トンの制限のため、自ら搭載する艦砲と同口径の敵弾に耐えるほどの装甲を備えることができず、その低い防御力などのバランスの悪さが指摘された。事実、日本やイタリアでは基準排水量10,000トンの制限を超過する重巡洋艦が建造されるという違反行為が見られた（それでもなお、防御力は不足していた）。ロンドン海軍軍縮条約の失効(第二次世界大戦の開戦)とともに基準排水量10,000トンを大幅に超過した重巡洋艦が建造され、デモイン級重巡洋艦(基準排水量17,000トン)のように初期の戦艦の基準排水量すら凌駕する艦も生まれた。日本海軍は条約失効以前から失効を見越し、155mm砲装備の軽巡洋艦として他国に通告して建造開始した最上型重巡洋艦において、計画段階から条約失効後は203mm砲に換装出来る様に設計され、主砲が155mmである以外は排水量においても装甲においても重巡洋艦並で設計された。この主砲換装予定は機密事項であった。最上型重巡洋艦はこれに従い155mm三連装主砲塔を持つ姿で竣工し、条約失効後に203mm連装砲に換装した。利根型重巡洋艦は建造途中に条約失効したため竣工時点で203mm連装砲を装備した。どちらにおいても日本は203mm連装砲への換装を他国に通告しておらず、公式の分類上は第二次世界大戦終戦まで軽巡洋艦(二等巡洋艦)であり続けた。
第二次世界大戦後は、艦対艦ミサイルの出現と共に、艦船に大口径砲を搭載することの意義が薄れたため建造が行われなくなり、巡洋艦における軽巡と重巡の区別も自然に消滅した。
史上最後の重巡は、1949年に就役したアメリカ海軍のデモイン級重巡洋艦三番艦ニューポート・ニューズ(CA-148)であり、主兵装は艦砲のままミサイル巡洋艦に改装されることもなく、1975年に退役した。

## アメリカ海軍公式略号
ロンドン海軍軍縮条約に従い、艦種に重巡洋艦(Heavy Cruiser)を加え、アメリカ海軍公式略号において、過去に装甲巡洋艦(Armored Cruiser)に割り当てられていたCAを受け継いで名乗った。それまで（1921年以降）はすべての巡洋艦にCLの略号を使用していた。

## 各国の重巡洋艦

### 日本
艦名はいずれも山の名である。例外として、二等巡洋艦（軽巡洋艦）として計画された加古・最上型・利根型がある。また、昭和17年に装甲巡洋艦の八雲と出雲型が一等巡洋艦(重巡洋艦)に分類される。
- 古鷹型重巡洋艦 2隻（1926年）
- 青葉型重巡洋艦 2隻（1927年）
- 妙高型重巡洋艦 4隻（1929年）
- 高雄型重巡洋艦 4隻（1932年）
- 最上型重巡洋艦 4隻（1935年）：二等巡洋艦（軽巡洋艦）として建造され、主砲を203mm連装に換装した後も公式には最後までそのままだった。
  - 鈴谷型重巡洋艦：ボイラー数と船体の変更があった。
- 利根型重巡洋艦 2隻（1938年）：二等巡洋艦（軽巡洋艦）として建造が開始され、主砲を203mm連装に変更して竣工した後も公式には最後までそのままだった。
- 伊吹型重巡洋艦 （2隻未完）（1942年）

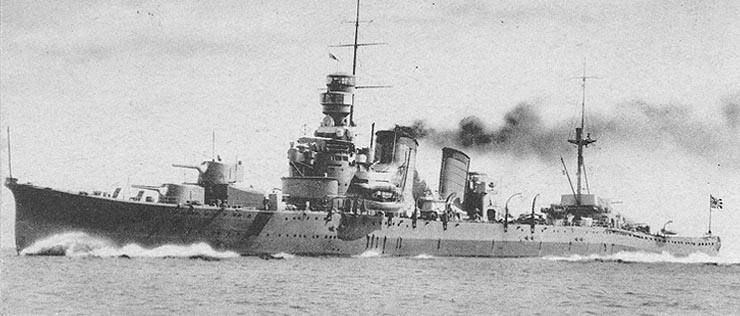
重巡洋艦古鷹
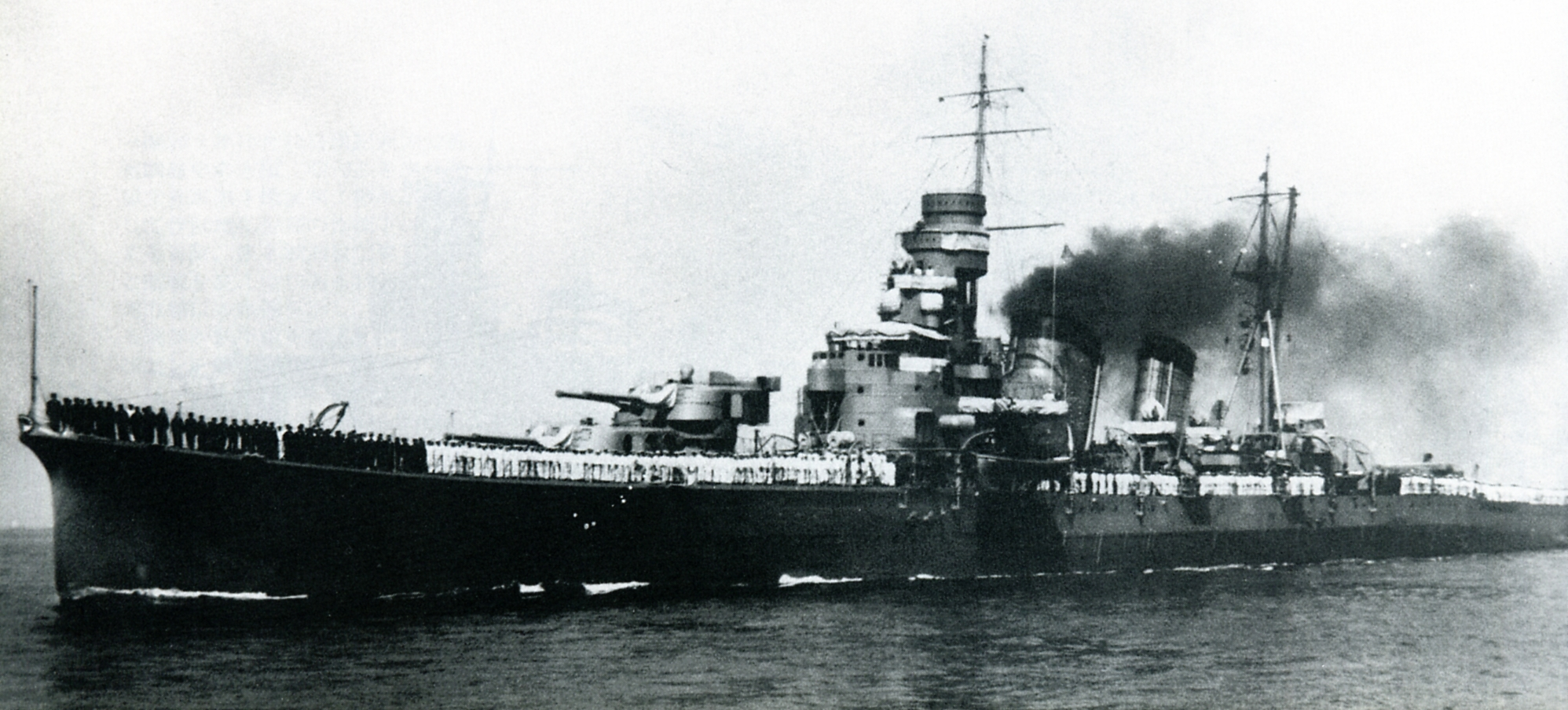
重巡洋艦衣笠
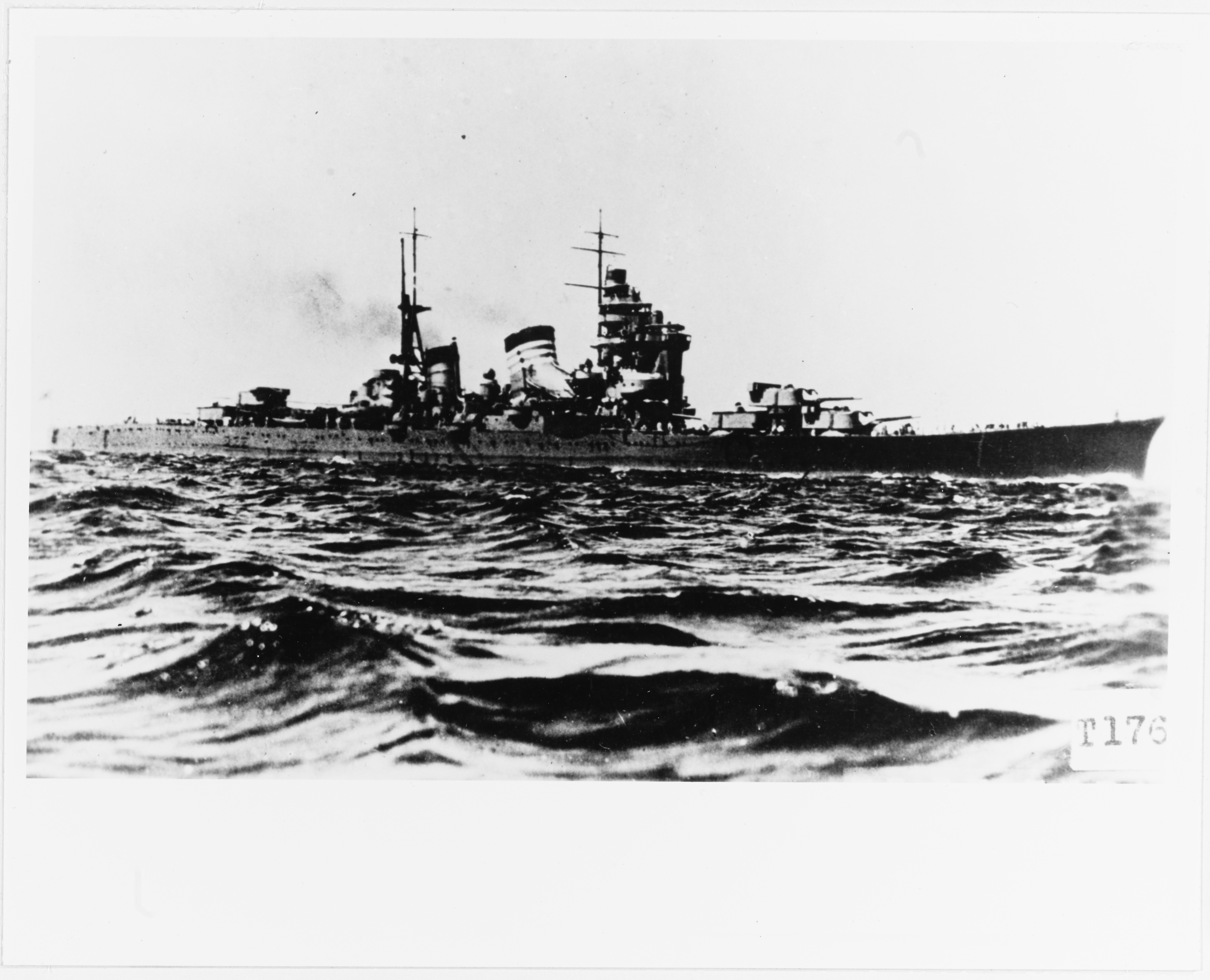
重巡洋艦羽黒
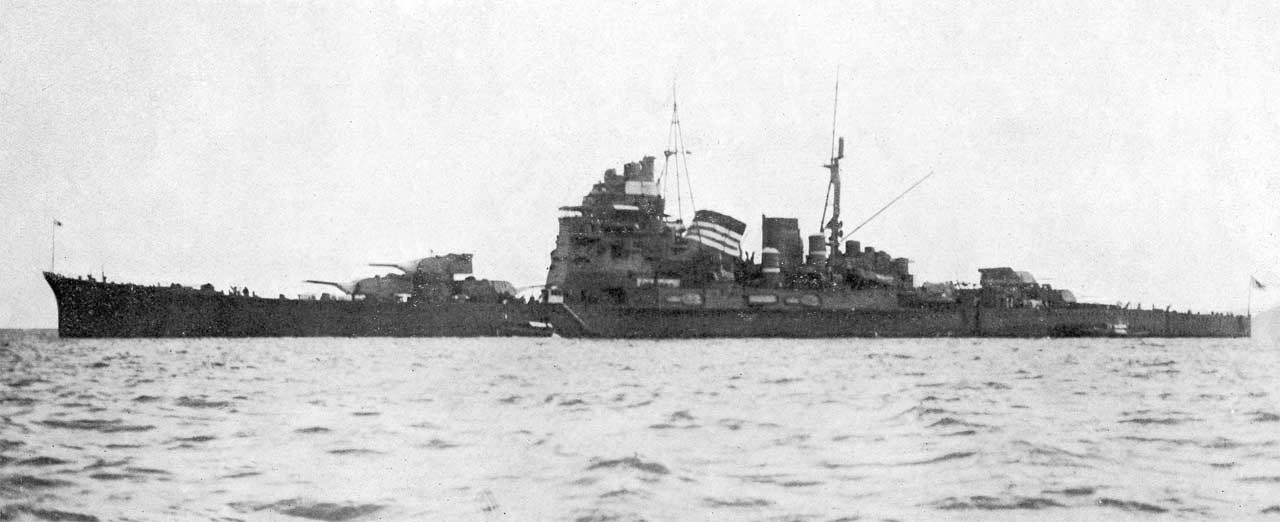
重巡洋艦高雄
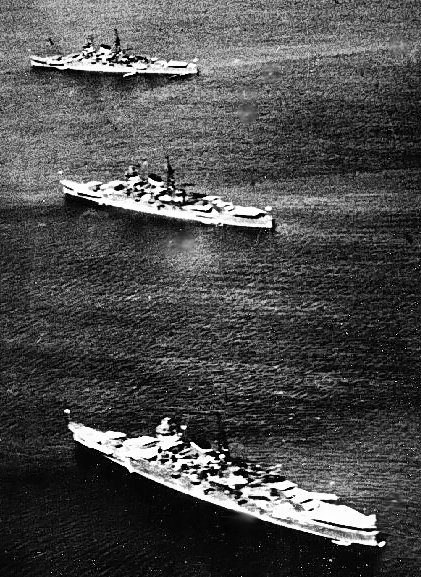
重巡洋艦時代の最上型

### アメリカ
艦名は都市名に由来する。
- ペンサコーラ級重巡洋艦 2隻（1930年）
- ノーザンプトン級重巡洋艦 6隻（1930年）
- ポートランド級重巡洋艦 2隻（1932年）
- ニューオーリンズ級重巡洋艦 7隻（1934年）
- ウィチタ 1隻（1939年）
- ボルチモア級重巡洋艦 16隻（1943年）
- デモイン級重巡洋艦 3隻（1948年）

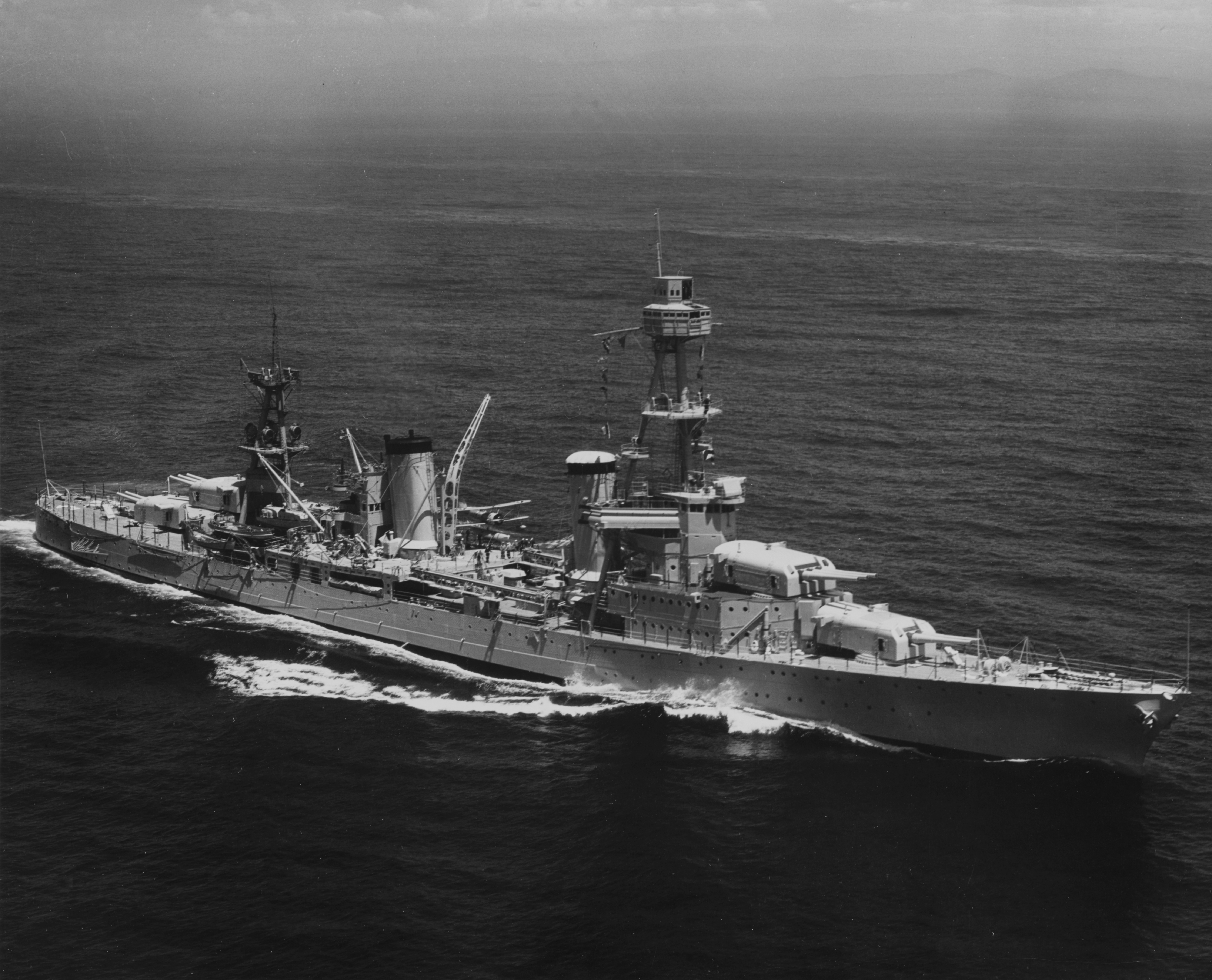
重巡洋艦ペンサコラ
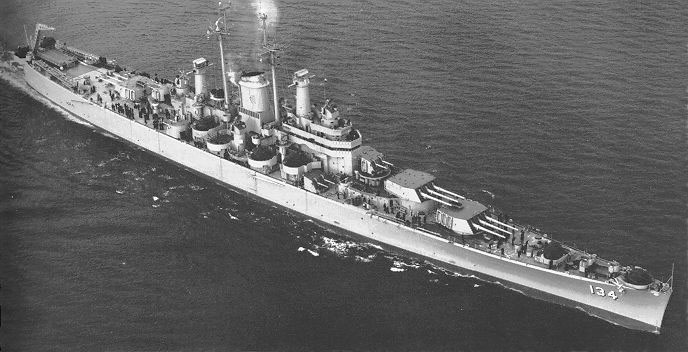
重巡洋艦デモイン

### イギリス
英海軍は巡洋艦の個艦性能より隻数、戦闘能力より航洋能力を重視し、重巡ではなく軽巡の開発・配備に重点を置いた。
- ホーキンズ級重巡洋艦 5隻（1919年）
- ケント級重巡洋艦 5隻（1929年）
- ロンドン級重巡洋艦 4隻（1929年）
- ノーフォーク級重巡洋艦 2隻（1930年）
- ヨーク級重巡洋艦  2隻（1930年）
- サリー級 2隻未起工
- アドミラル級 4隻未起工

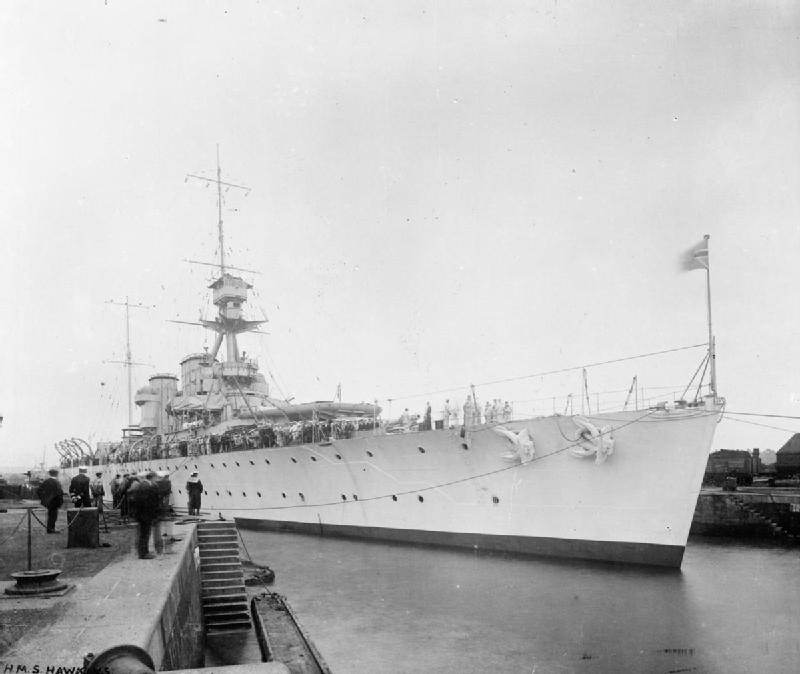
重巡洋艦ホーキンス
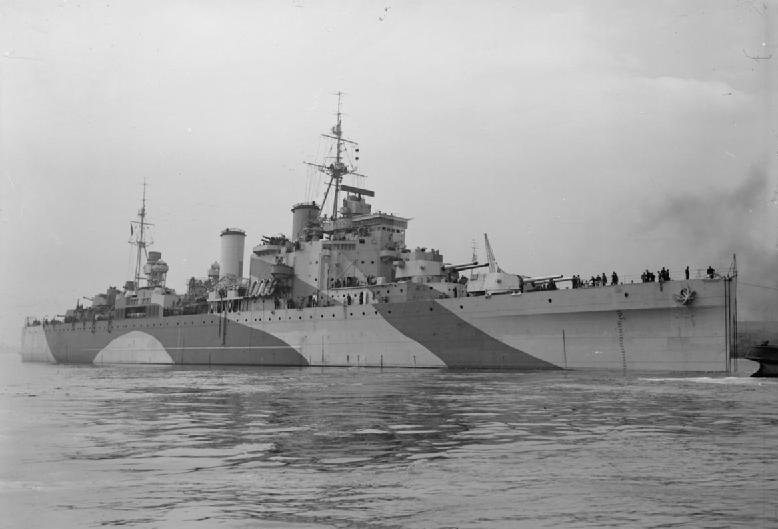
重巡洋艦ロンドン
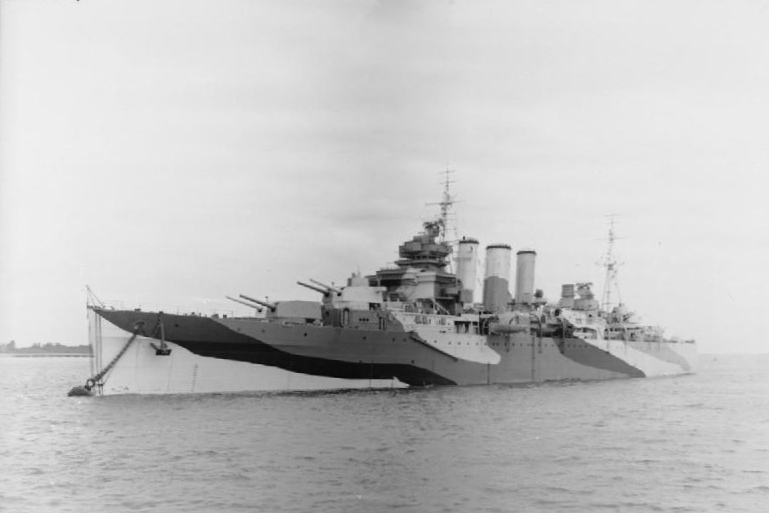
重巡洋艦シュロップシャー
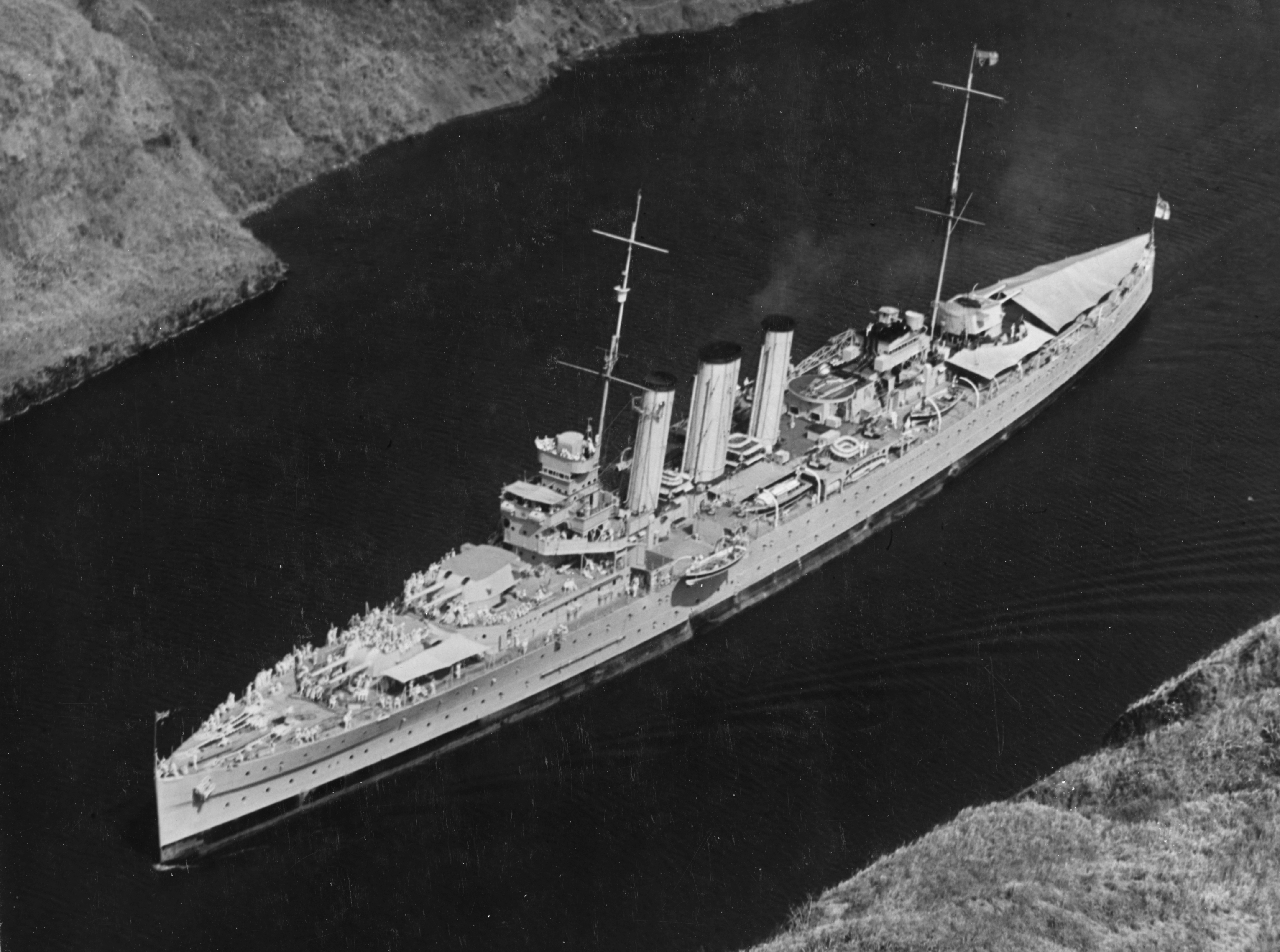
重巡洋艦オーストラリア
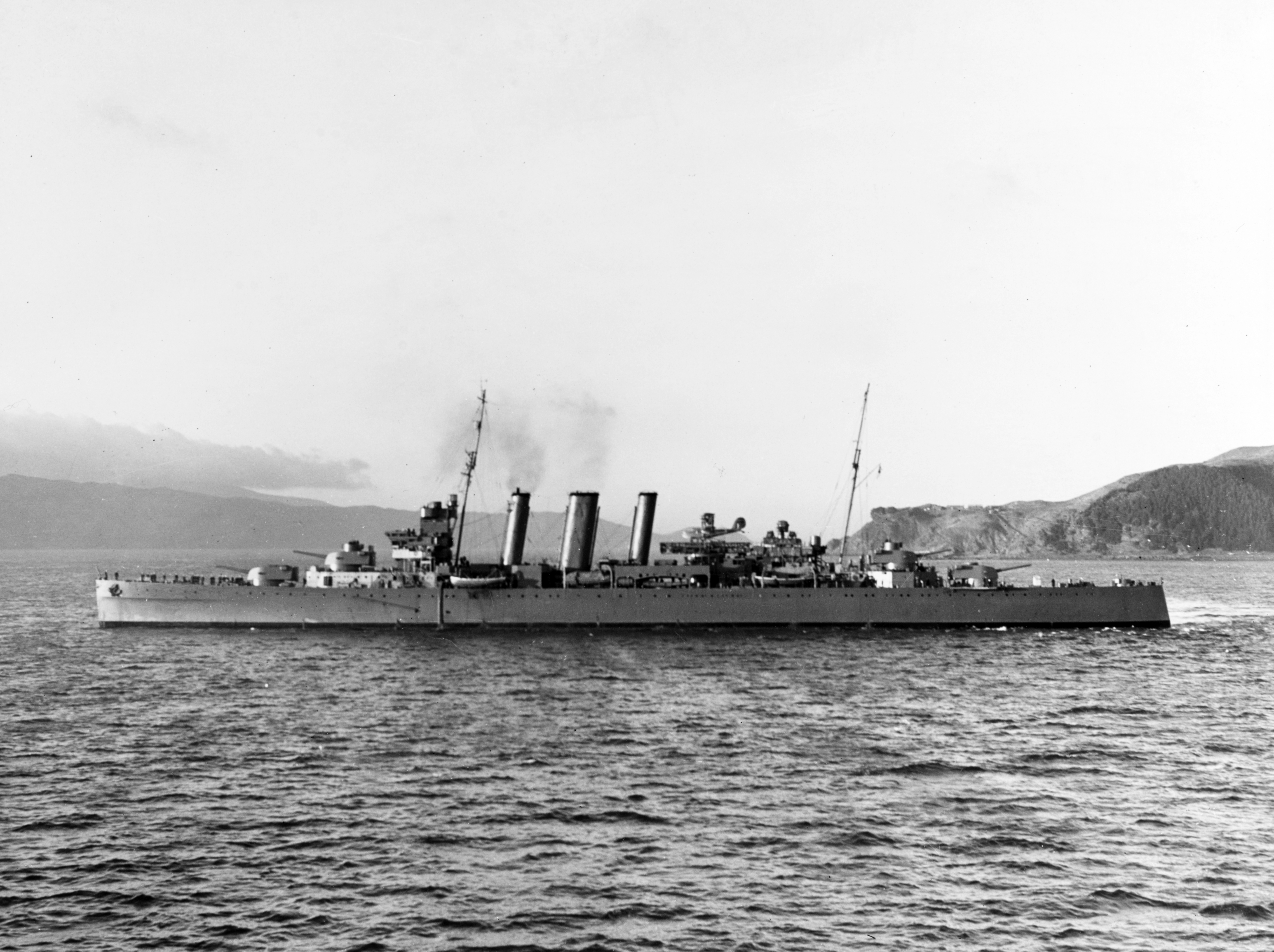
重巡洋艦キャンベラ

### フランス
- デュケーヌ級重巡洋艦 2隻（1928年）
- シュフラン級重巡洋艦 4隻（1930年）
- アルジェリー 1隻（1934年）

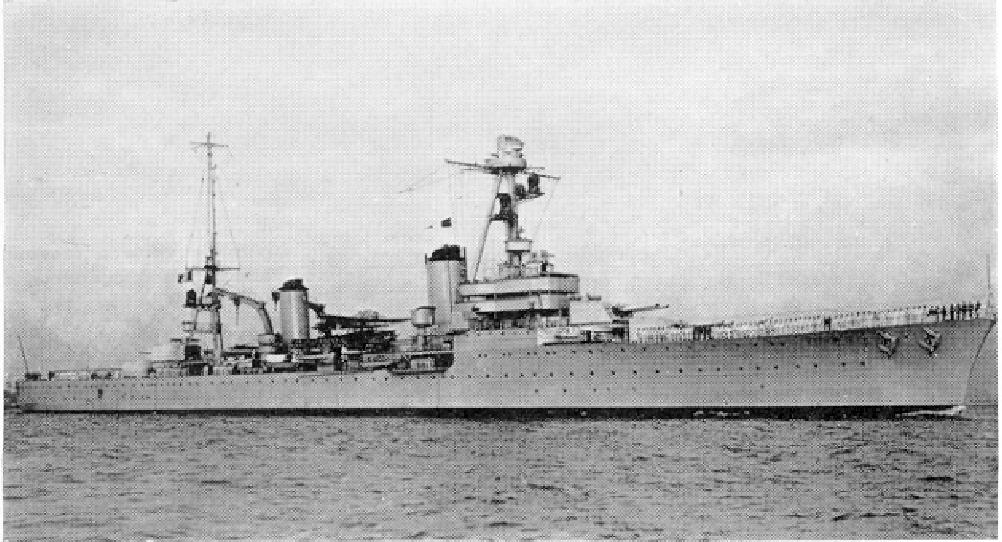
重巡洋艦デュプレクス
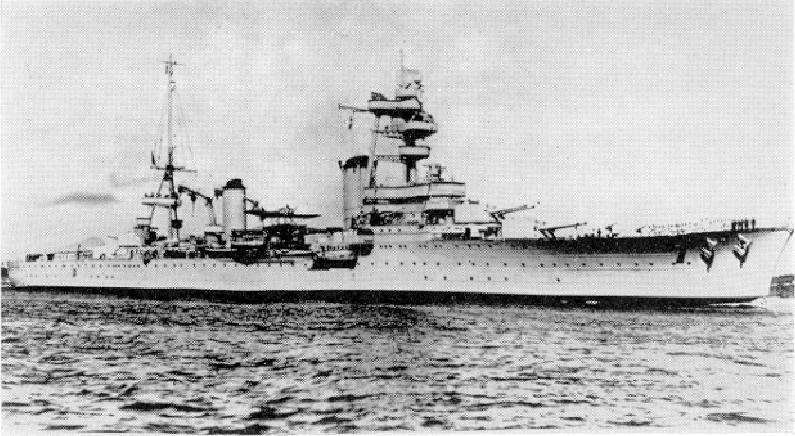
重巡洋艦フォッシュ
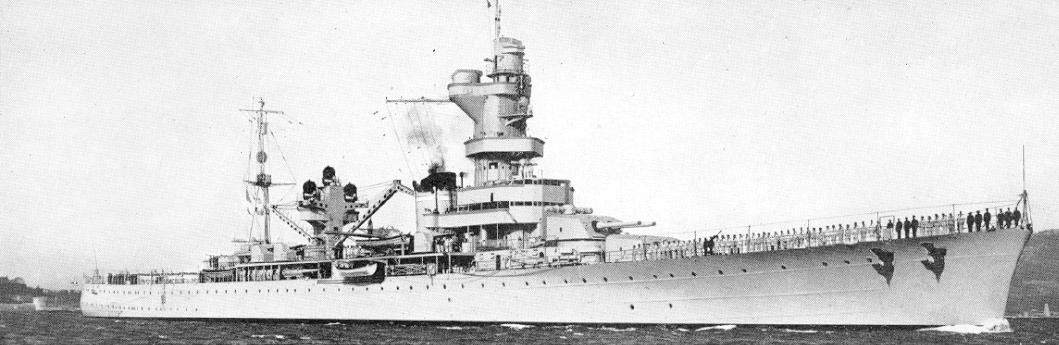
重巡洋艦アルジェリー

### イタリア
- トレント級重巡洋艦 2隻（1929年）
- ザラ級重巡洋艦 4隻（1931年）
- ボルツァーノ 1隻（1932年）

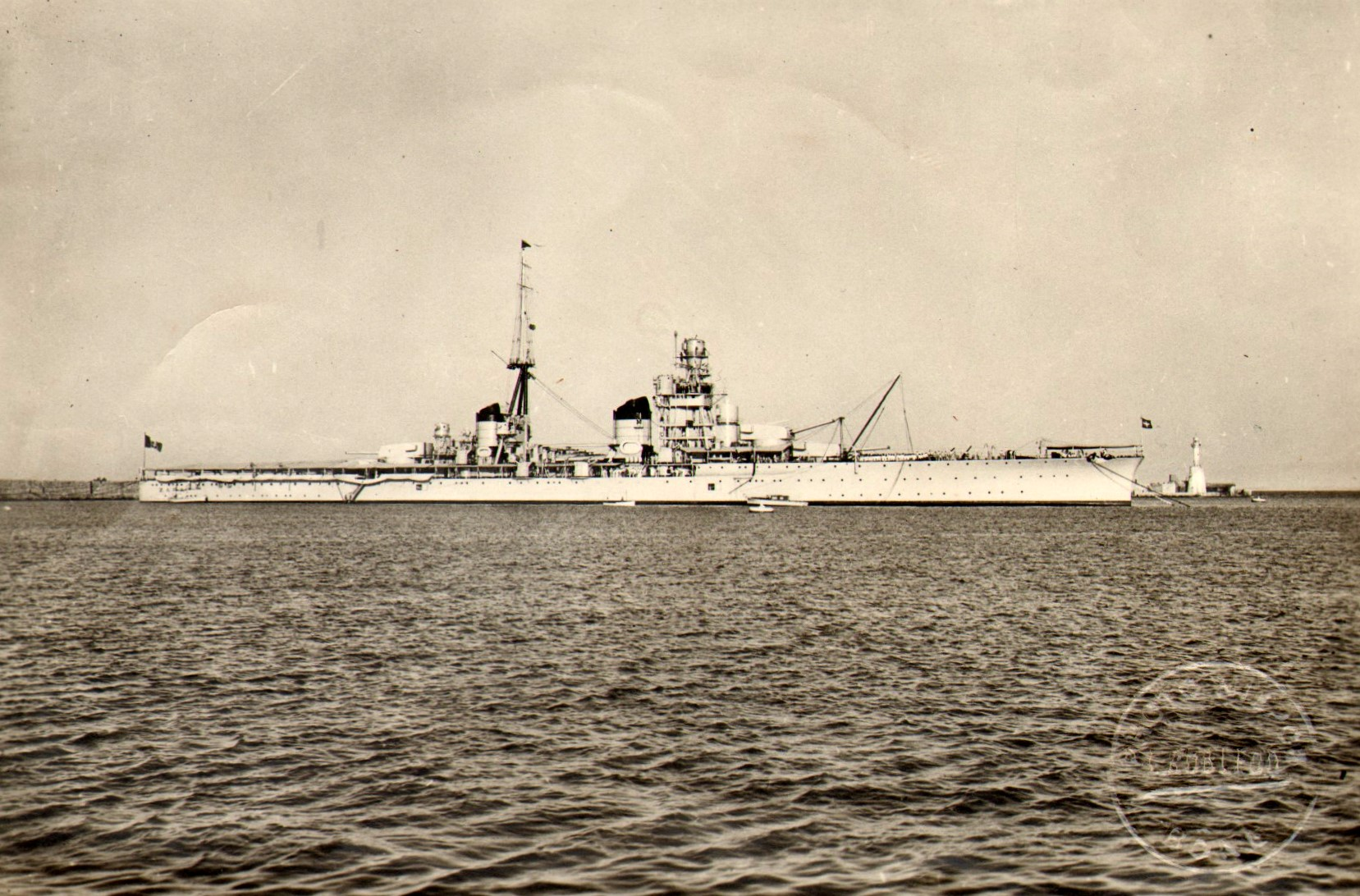
重巡洋艦ザラ

### ドイツ
- ドイッチュラント級装甲艦 3隻（1933年）条約型重巡を上回る28cmの主砲を持つが、後日艦種が重巡洋艦に変更されている。
- アドミラル・ヒッパー級重巡洋艦 3隻（2隻未完）（1939年）

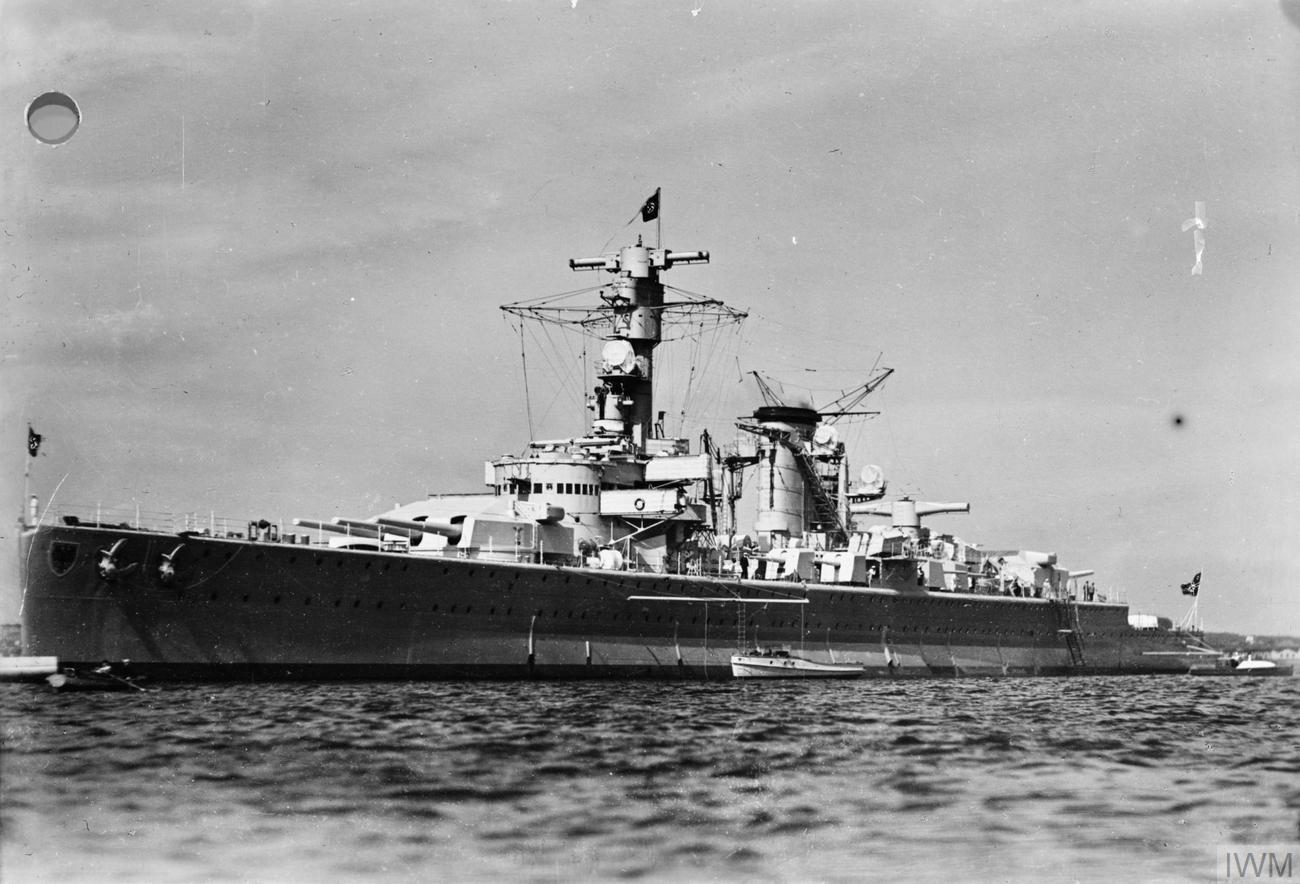
ドイッチュラント
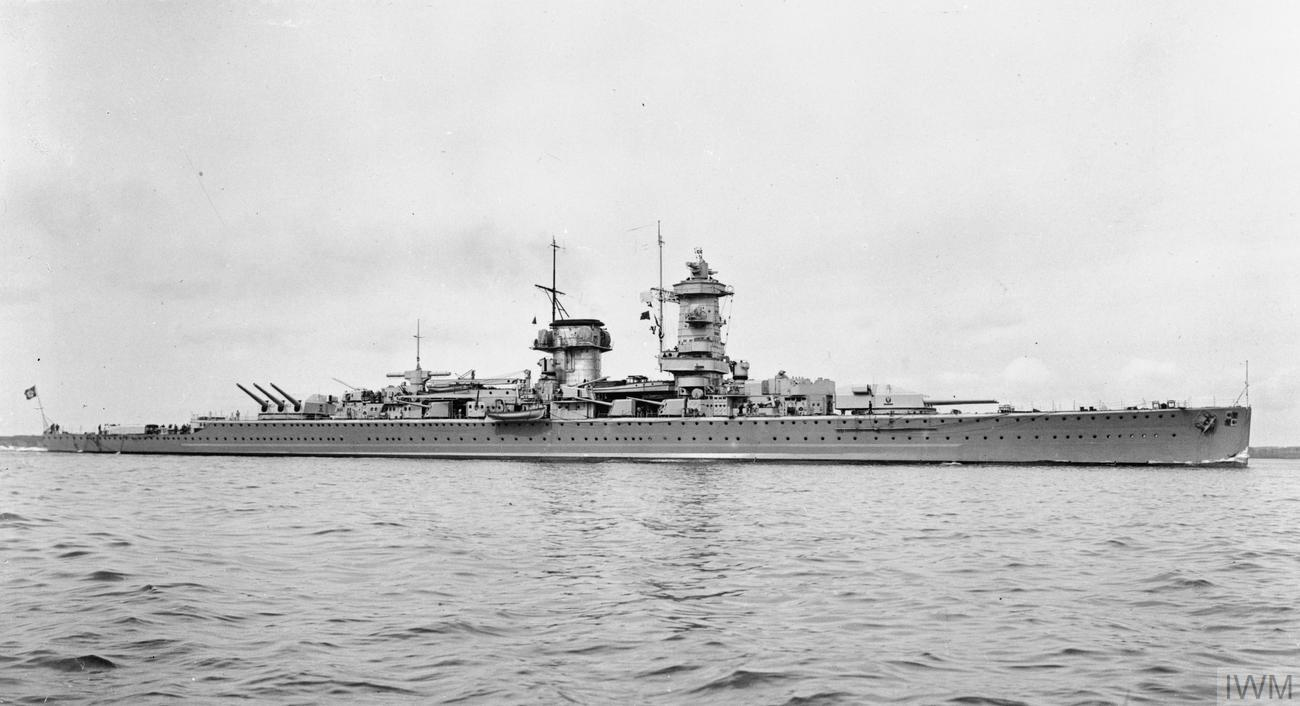
アドミラル・グラフ・シュペー
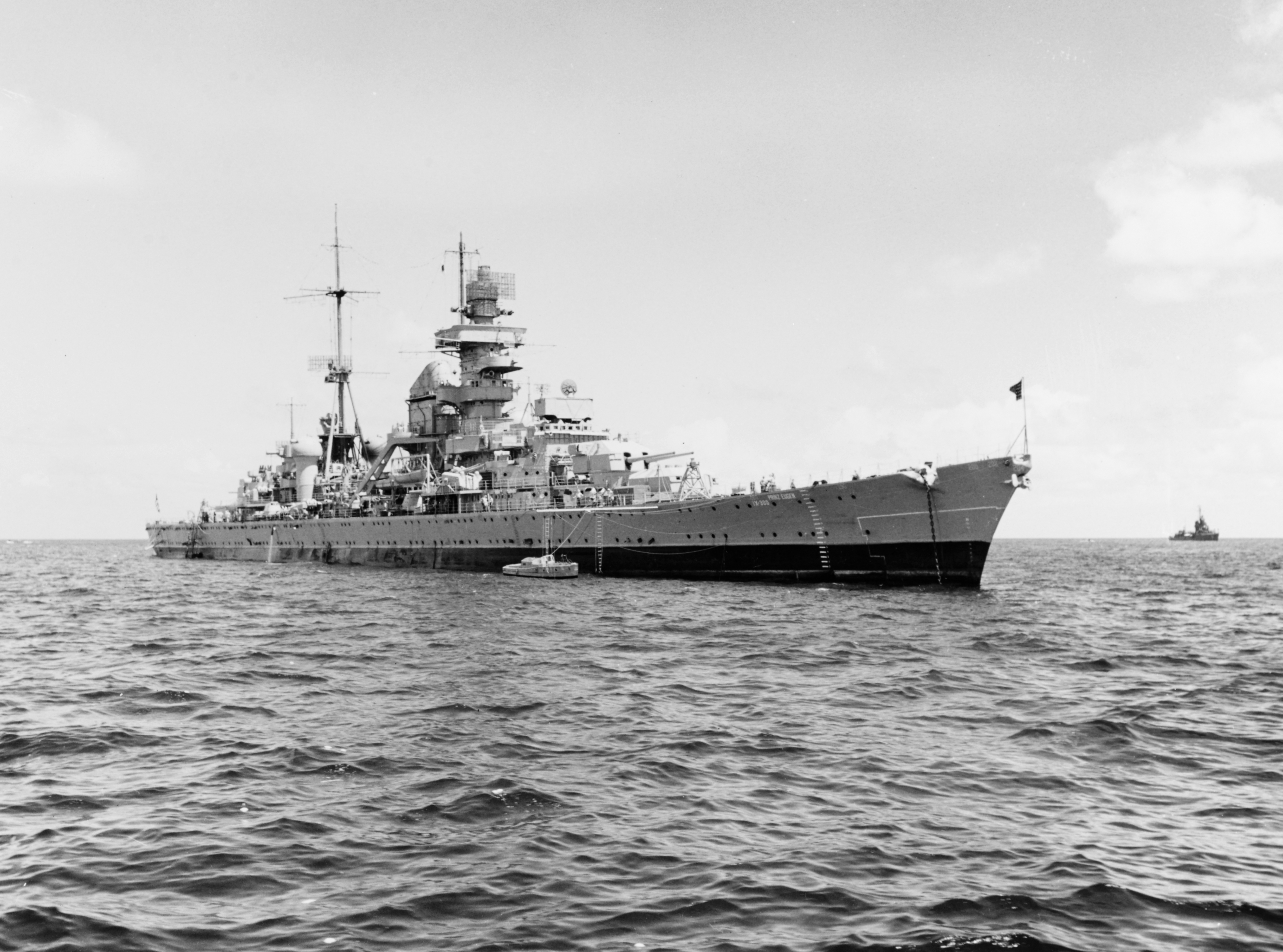
重巡洋艦プリンツ・オイゲン

### ロシア帝国／ソビエト連邦
- ディアナ級重巡洋艦（ロシア語版）3隻（1897年）
- クラスヌイ・カフカズ 1隻（1932年）
- キーロフ級重巡洋艦 2隻（1938年）
- マクシム・ゴーリキー級重巡洋艦 4隻（1940年）

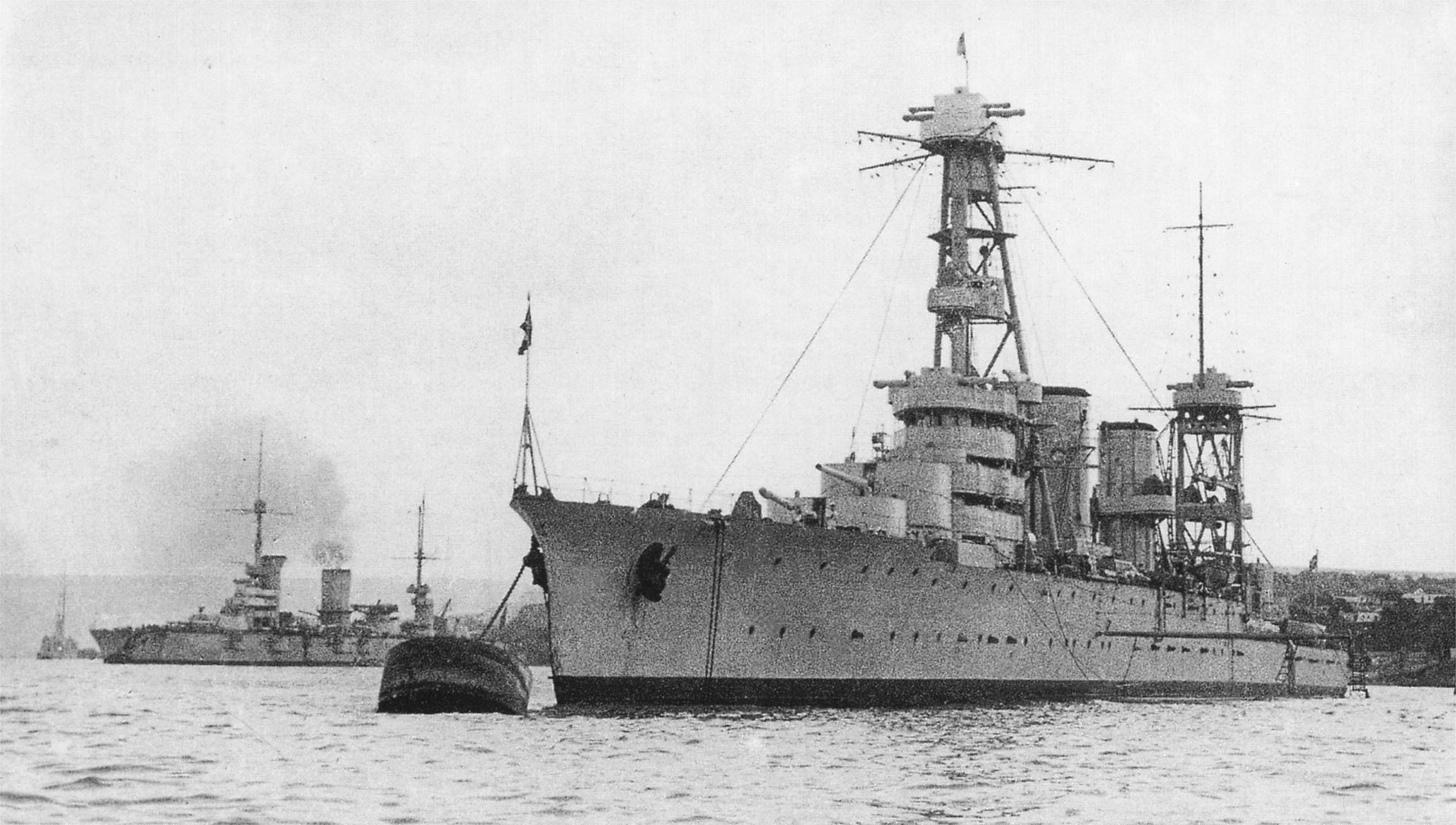
クラスヌイ・カフカズ
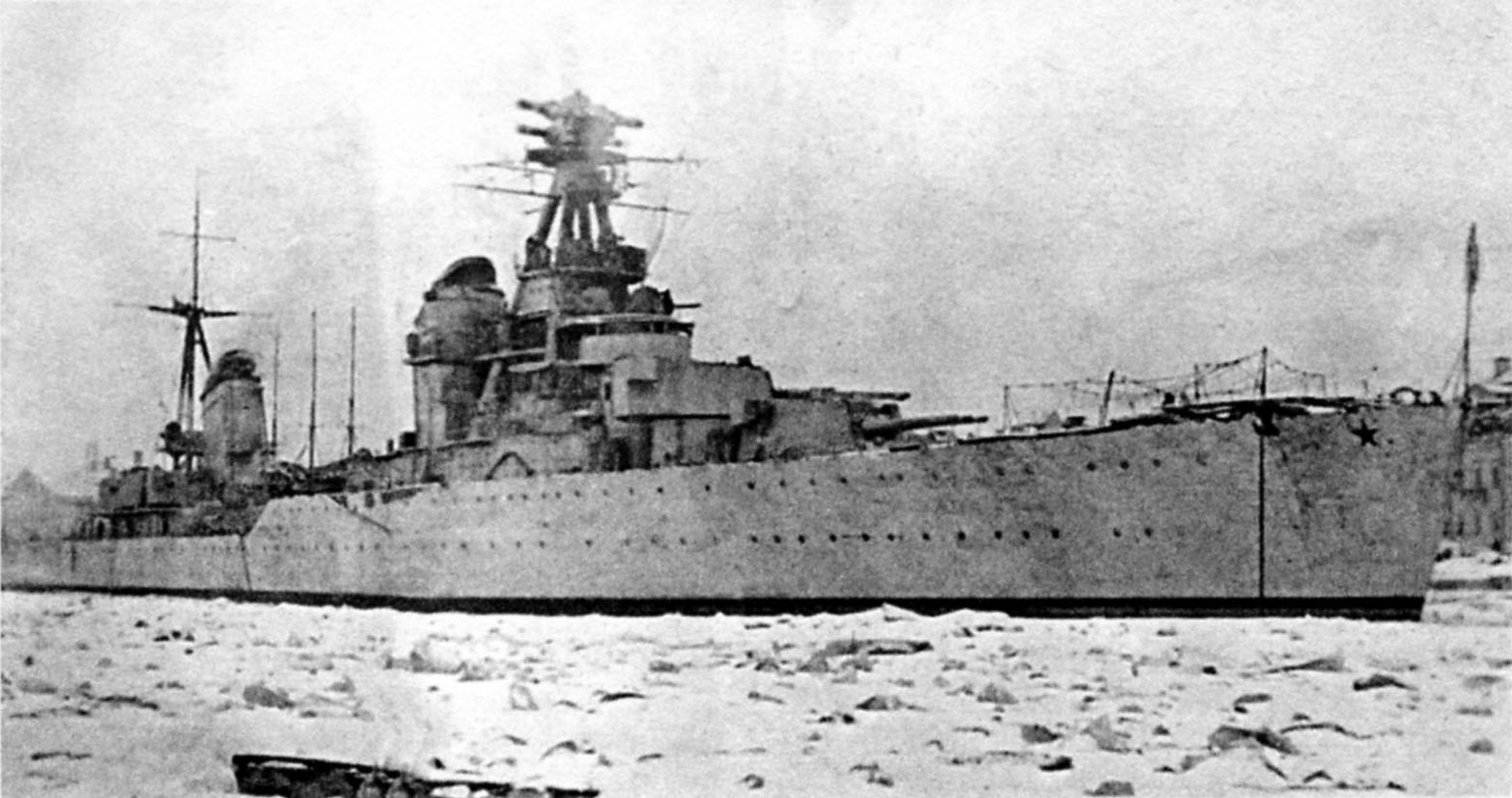
重巡洋艦キーロフ
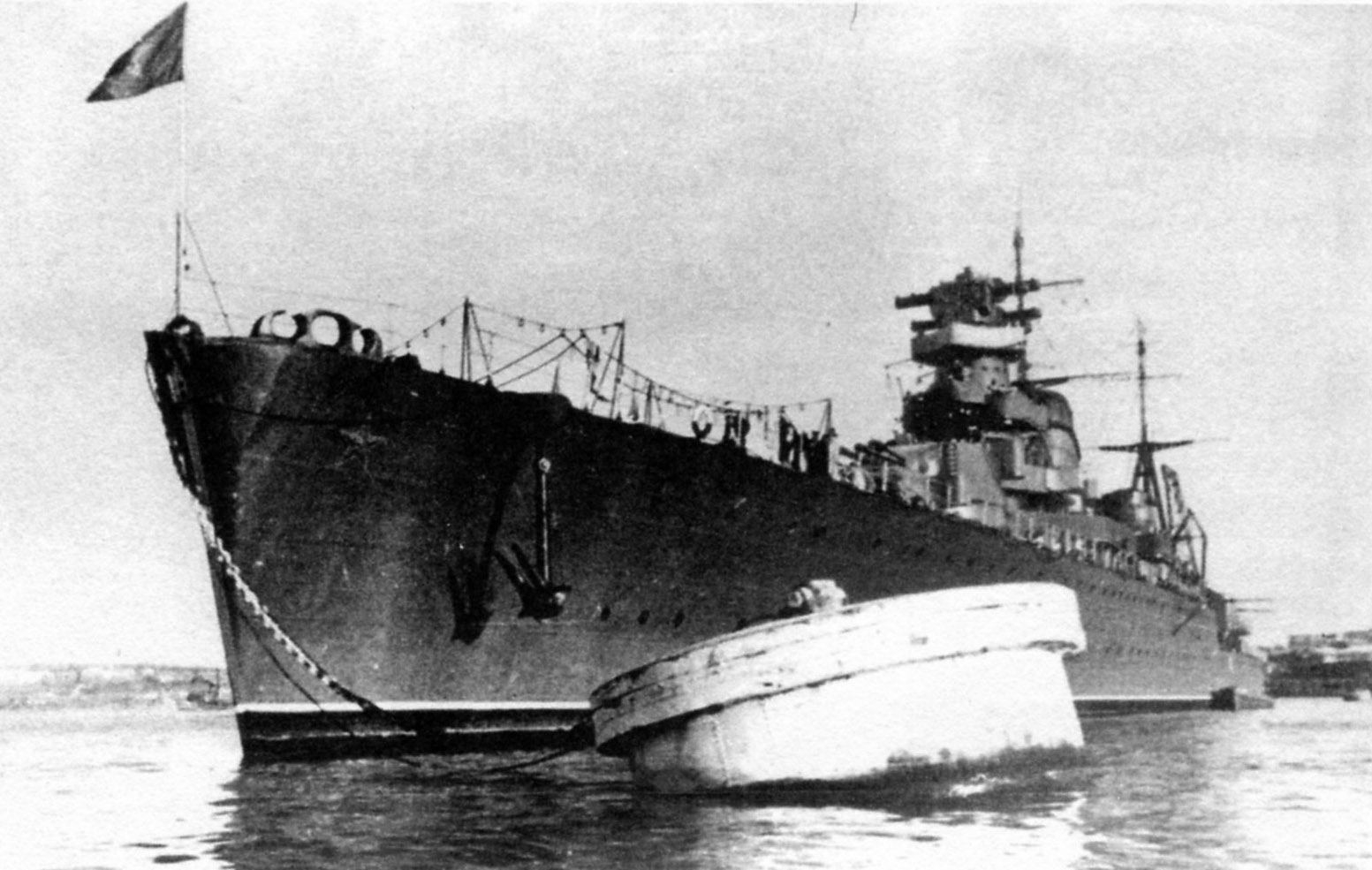
重巡洋艦モロトフ

### スペイン
- カナリアス級重巡洋艦 2隻（1936年）

### アルゼンチン
- ベインティシンコ・デ・マヨ級重巡洋艦 2隻

### オーストラリア
- キャンベラ　※元、イギリスのケント級
- オーストラリア　※元、イギリスのケント級

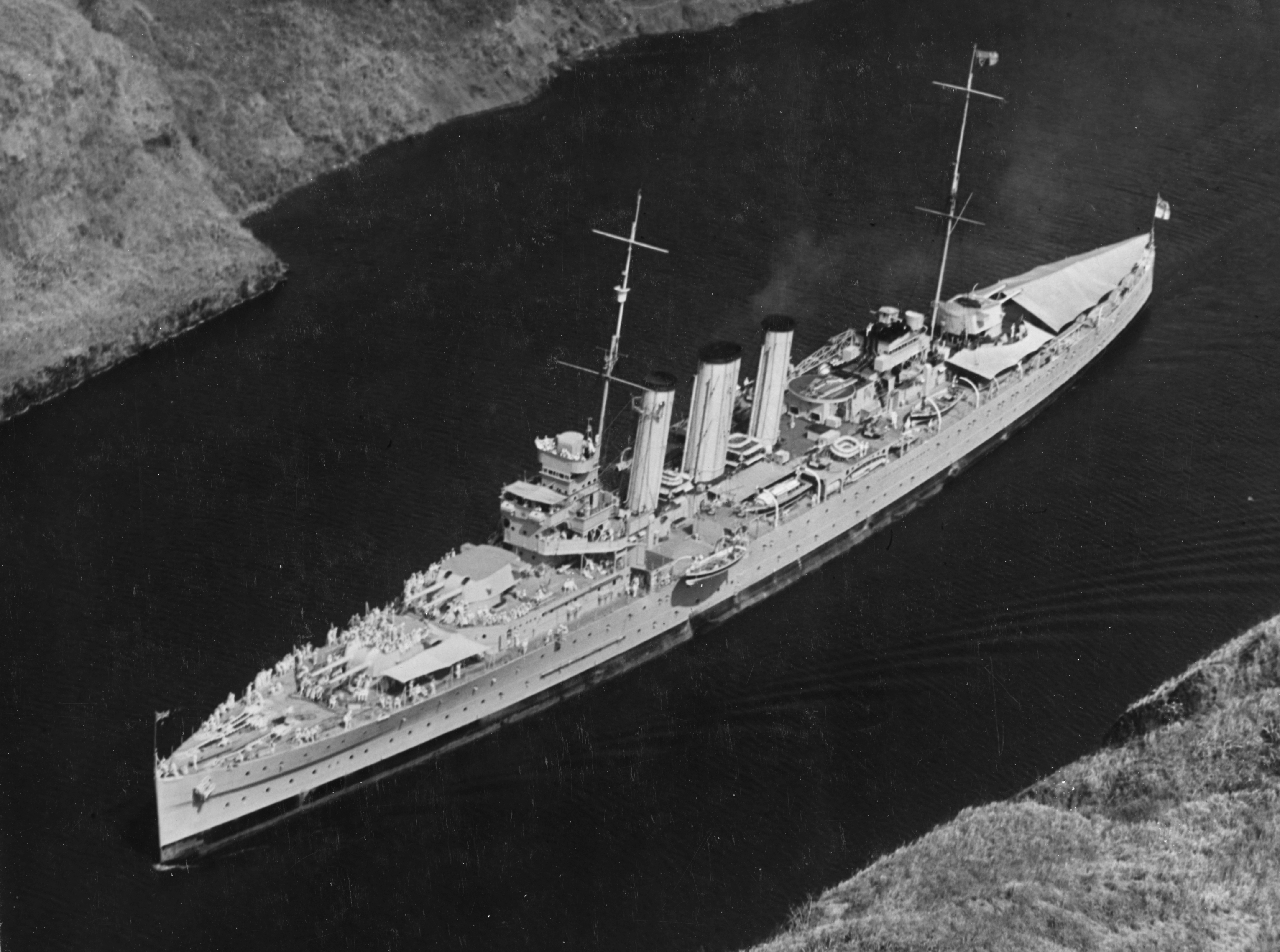
重巡洋艦オーストラリア
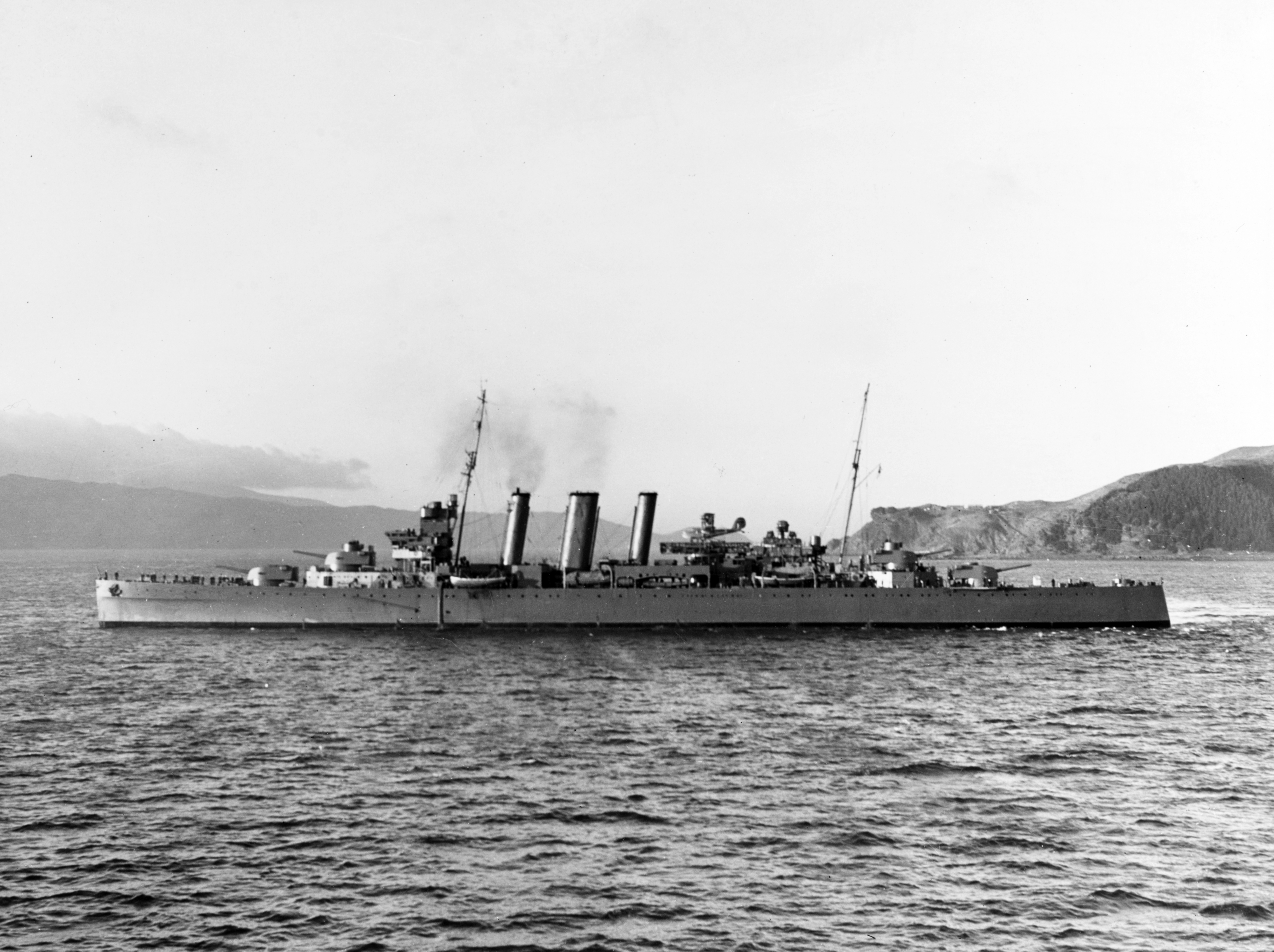
重巡洋艦キャンベラ